# Kreuzdachbildstock (Hohn, Lange Äcker)

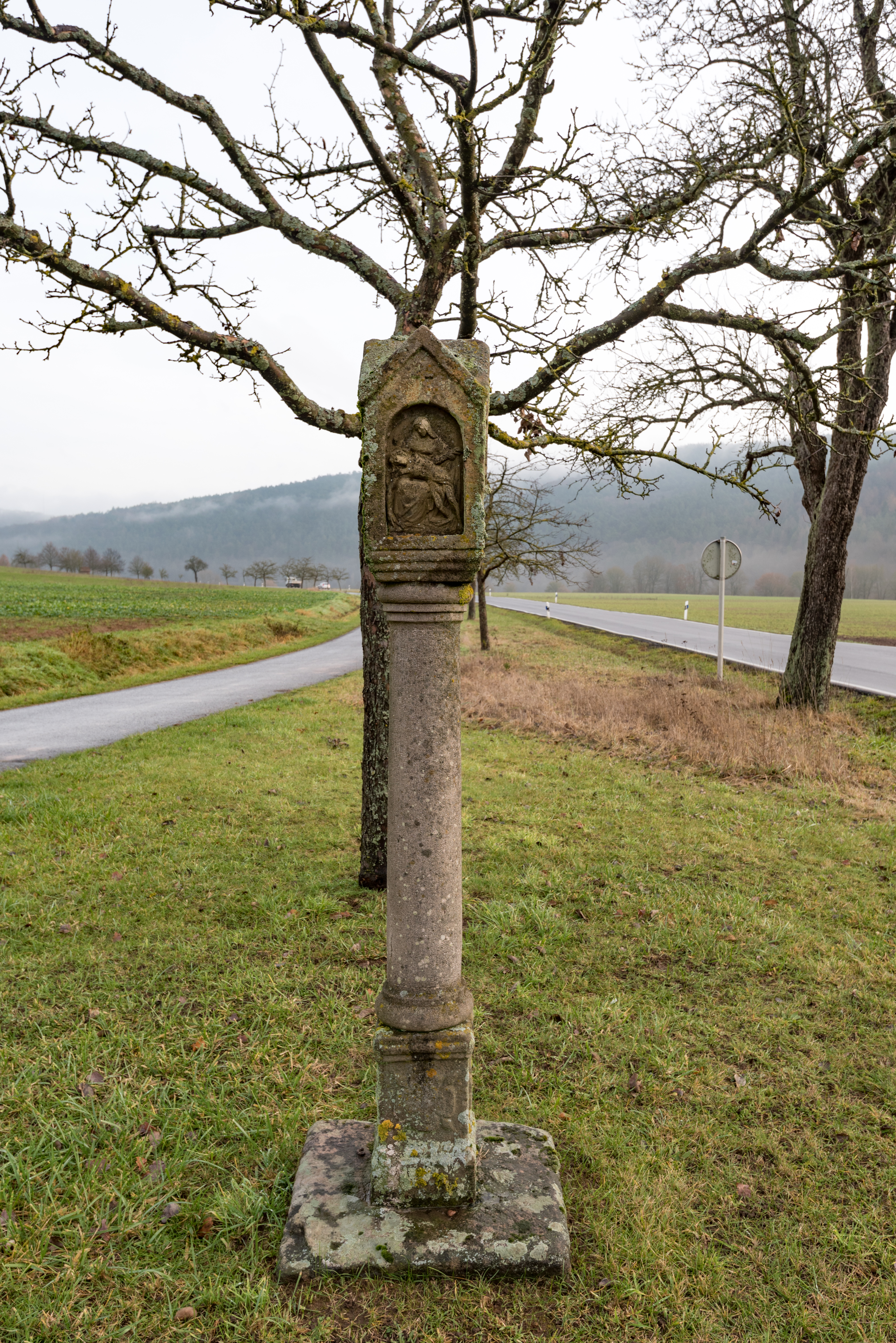
Kreuzdachbildstock in Hohn auf dem Flurstück Lange Äcker

Der Kreuzdachbildstock Lange Äcker ist ein Flurdenkmal in Hohn, einem Gemeindeteil im Markt Bad Bocklet im unterfränkischen Landkreis Bad Kissingen. Er befindet sich in der Flur Lange Äcker an der Straße nach Steinach. Der Bildstock gehört zu den Baudenkmälern von Bad Bocklet und ist unter der Nummer D-6-72-112-64 in der Bayerischen Denkmalliste registriert.

## Beschreibung
Der Kreuzdachbildstock besteht aus grauem Sandstein und entstand im Jahr 1655.
Der dreiteilige Kreuzdachbildstock besteht aus einem massiven Fundament mit den Maßen 15 cm × 67 cm × 59 cm, dem Sockelschaft und dem Kreuzdachhaus. Der 42 cm hohe, prismatische Sockel hat die Grundmaße 25 cm × 25 cm und trägt eine 110 cm hohe, konische Säule (Basiswulst 7 cm; Basisring 2,5 cm; Durchmesser unten 17,5 cm; Durchmesser oben 16 cm; je zwei Kapitellringe [je 2 cm]; Kapitellwulst 5 cm). Darauf befindet sich ein 57 cm hohes Kreuzdachhaus mit den Grundmaßen 25 cm × 27 cm.
Die Dachhauszier besteht aus:
a) einer Bildnische mit Pietà (ehemals Strahlenmadonna auf Halbmond), darüber Kreuz im Giebel

b) rechts: Bischofswappen mit Mitra, Kreuz, Schwert und Hirtenstab; im Wappen: Rechen – Rad – Rad – Fähnlein (Johann Philipp von Schönborn, Fürstbischof von Würzburg und Erzbischof von Mainz, 1642–1673)

c) Rückseite: Kreuz auf Hügel; darüber Giebelkreuz

d) links: Palmette im Giebeldreieck. Darunter befindet sich folgende Inschrift:

„DIS HAT MA

CHEN LASS

EN GOT ZU EHREN

HA

NS HOFMA

N ZY HVN 1655.“

Die Sockelzier besteht aus:
a) auf der Schauseite aus einem Vierblattmotiv mit Kreuz und Kolbenenden

b) 8-Blattmotiv

c) Vierblattmotiv (Kreuzblume)

d) Vierblattmotiv mit einem Diagonalkreuz mit Kolbenenden
Der Bildstock wurde im Jahr 1991 von Bildhauer Manfred Keßler renoviert.